# 군마군

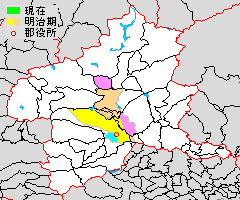
군마현 군마군의 범위 (노랑·연노랑:제1차,제2차에 모두 소속 분홍:제1차만 소속 하늘색:제2차만 소속 연노랑:후에 다른 군에 편입된 구역)

군마군(群馬郡)은 일본 군마현(고즈케국)애 있던 군이다.

## 군역
1896년 발족 당시의 군역은 현재의 행정 구역으로 아래 구역에 해당한다.
- 마에바시시(도네강 서쪽)
- 다카사키시의 일부
- 시부카와시의 일부
- 기타군마군 요시오카정
- 기타군마군 신토촌
- 사와군 다마무라정의 일부

## 역사

### 군마군 (제1차)
- 1878년 12월 7일 - 군구정촌 편제법이 군마현에서 시행되면서, 도네강 동측의 1정 22촌의 구역에 히가시군마군(東群馬郡), 잔여부의 2정 1역 140촌 구역에 니시군마군(西群馬郡)이 각각 발족. 이날 군마군(제1차)는 폐지됨.

### 군마군 (제2차)

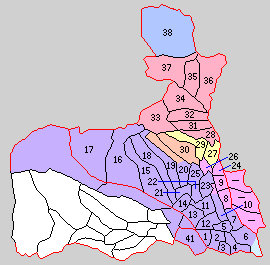
1.다카사키정 2.사노촌 3.구라가노정 4.이와하나촌 5.오루이촌 6.다키가와촌 7.교가시마촌 8.아즈마촌 9.모토소자촌 10.신타카오촌 11.나카가와촌 12.쓰카사와촌 13.로쿠고촌 14.나가노촌 15.구루마촌 16.무로다촌 17.구라타촌 18.구루마사토촌 19.미노와촌 20.소마촌 21.가미사토촌 22.쓰쓰미가오카촌 23.고쿠후촌 24.소자정 25.가네코정 26.기요사토촌 27.고마요세촌 28.후루마키촌 29.메이지촌 30.모모노이촌 31.도요아키촌 32.시부카와정 33.이카호정 34.가나시마촌 35.나가오촌 36.시로사토이촌 37.오노가미촌 41.가타오카촌
(보라:다카사키시 분홍:마에바시시 빨강:시부카와시 노랑:요시오카정 등색:신토촌 하늘색:사와군 다마무라정 38은 아가쓰마군 다카야마촌)

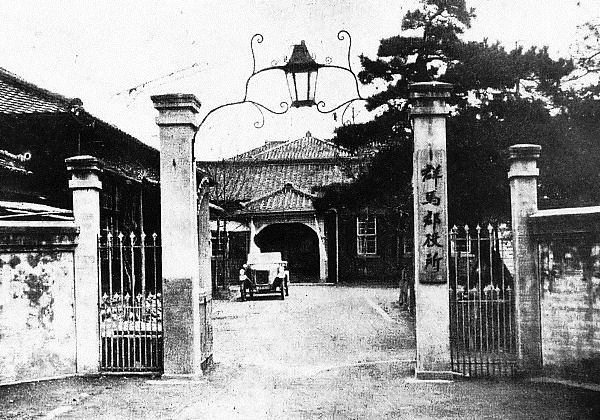
군마군사무소

- 1896년 4월 1일 - 군제의 시행으로 니시군마군의 일부(다카야마촌을 제외한 전역)와 가타오카군의 구역을 가지고 군마군(제2차)이 발족. 아래의 정촌이 소속됨.(6정 32촌)
  - 구 니시군마군(6정 31촌)
    - 다카사키정(高崎町), 사노촌(佐野村), 구라가노정(倉賀野町), 이와하나촌(岩鼻村), 오루이촌(大類村), 다키가와촌(滝川村), 교가시마촌(京ヶ島村): 현 다카사키시
    - 아즈마촌(東村), 모토소자촌(元総社村): 현 마에바시시
    - 신타카오촌(新高尾村): 현 다카사키시, 마에바시시
    - 나카가와촌(中川村), 쓰카사와촌(塚沢村), 로쿠고촌(六郷村), 나가노촌(長野村), 구루마촌(久留馬村), 무로다촌(室田村), 구라타촌(倉田村), 구루마사토촌(車郷村), 미노와촌(箕輪村): 현 다카사키시
    - 소마촌(相馬村): 현 다카사키시, 기타군마군 신토촌
    - 가미사토촌(上郊村), 쓰쓰미가오카촌(堤ヶ岡村), 고쿠후촌(国府村): 현 다카사키시
    - 소자정(総社町): 현 마에바시시
    - 가네코정(金古町), 기요사토촌(清里村): 현 다카사키시
    - 고마요세촌(駒寄村): 현 기타군마군 요시오카정
    - 후루마키촌(古巻村): 현 시부카와시
    - 메이지촌(明治村): 현 기타군마군 요시오카정
    - 모모노이촌(桃井村): 현 기타군마군 신토촌
    - 도요아키촌(豊秋村), 시부카와정(渋川町), 이카호정(伊香保町), 가나시마촌(金島村), 나가오촌(長尾村), 시로사토이촌(白郷井村), 오노가미촌(小野上村): 현 시부카와시

  - 구 가타오카군(1촌) - 가타오카촌(片岡村): 현 다카사키시
- 1900년 4월 1일 - 다카사키정이 시제 시행으로 다카사키시(高崎市)가 되어, 군에서 이탈.(5정 32촌)
- 1905년 4월 1일 - 무로다촌이 정제 시행으로 무로다정(室田町)이 됨.(6정 31촌)
- 1921년 4월 1일 - 미노와촌이 정제 시행으로 미노와정(箕輪町)이 됨.(7정 30촌)
- 1927년 4월 1일 - 쓰카사와촌·가타오카촌이 다카사키시에 편입.(7정 28촌)
- 1939년 10월 1일 - 사노촌이 다카사키시에 편입.(7정 27촌)
- 1949년 10월 1일 - 시부카와정·이카호정·가나시마촌·후루마키촌·도요아키촌·고마요세촌·메이지촌·모모노이촌·나가오촌·시로사토이촌·오노가미촌의 2정 9촌 구역을 가지고기타군마군(北群馬郡)을 설치.(5정 18촌)
- 1951년 4월 1일 - 로쿠고촌이 다카사키시에 편입.(5정 17촌)
- 1954년 4월 1일 - 소자정·아즈마촌·모토소자촌이 마에바시시에 편입.(4정 15촌)
- 1955년
  - 1월 20일(4정 12촌)
    - 기요사토촌 및 신타카오촌의 일부가 바에바시시에 편입.
    - 나카가와촌 및 신타카오촌의 잔여부가 다카사키시에 편입.

  - 2월 1일(4정 12촌)
    - 무로다정이 우스이군 사토미촌과 합병하여 하루나정(榛名町)이 발족.
    - 구라타촌이 우스이군 우부치촌과 합병하여 구라부치촌(倉淵村)이 발족.

  - 3월 1일 - 구루마촌이 하루나정에 편입.(4정 11촌)
  - 4월 1일(4정 8촌)
    - 미노와정·구루마사토촌이 합병하여, 미사토정(箕郷町)이 발족.
    - 가네코정·쓰쓰미가오카촌·고쿠후촌이 합병하여, 군마정(群馬町)이 발족.

  - 8월 1일 - 나가노촌이 다카사키시에 편입.(4정 7촌)
- 1956년 9월 30일(4정 5촌)
  - 오루이촌이 다카사키시에 편입.
  - 다키가와촌·교가시마촌이 합병하여, 군난촌(群南村)이 발족.
- 1957년
  - 3월 30일
    - 소마촌의 일부가 기타군마군 모모노이촌과 합병하여, 새로이 기타군마군 모모노이촌(현 신토촌)이 발족, 군에서 이탈.
    - 소마촌의 잔여부가 미사토정에 편입.(4정 4촌)

  - 4월 1일 - 가미사토촌의 일부가 군마정, 잔여부가 미사토정에 분할편입.(4정 3촌)
  - 8월 1일(4정 2촌)
    - 군난촌의 일부가 사와군 다마무라정·조요촌과 합병하여, 새로이 사와군 다마무라정이 발족, 군에서 이탈.
    - 이와하나촌의 일부가 군난촌, 잔여부가 다카사키시에 분할편입.

  - 10월 15일 - 군난촌의 일부가 사와군 다마무라정에 편입.
- 1959년 4월 1일 - 미사토정의 일부가 모모노이촌에 편입.
- 1963년 3월 31일 - 구라가노정이 다카사키시에 편입.(3정 2촌)
- 1965년 9월 1일 - 군난촌이 다카사키시에 편입.(3정 1촌)
- 1996년 7월 1일 - 구라부치촌(倉淵村)이 구라부치촌(倉渕村)으로 개칭.
- 2006년
  - 1월 23일 - 미사토정·군마정·구라부치촌이 다카사키시에 편입.(1정)
  - 10월 1일 - 하루나정이 다카사키시에 편입. 이날 군마군은 폐지됨.

## 참고 문헌
- 《가도카와 일본 지명 대사전》 편집위원회, 편집. (1988년 6월 1일). 《가도카와 일본 지명 대사전》. 10 군마현. 가도카와 쇼텐. ISBN 4040011007.

## 같이 보기
- 히가시군마군
- 니시군마군
- 기타군마군
- 가타오카군